# メッセル採掘場
メッセル採掘場は、ドイツ・ヘッセン州の村メッセル近くにある油母頁岩の採掘場跡地である。フランクフルト・アム・マインの南東約35km のところにある。ここからは大量の化石が発見されており、その地質学的・古生物学的な重要性から、1995年12月9日にユネスコの世界遺産（自然遺産）に登録された。
採掘場跡地は、ライン地溝にあり、盆地のように窪み、大きな湖水が形成されていたところの一部である。グルーベ・メッセルはメッセルの孔という意味で、もともとは褐炭を採掘した露天掘り鉱山であった。

## 特色
メッセル採掘場から大量の化石が産出することは、1900年ころには知られるようになっていたが、きちんとした科学的な発掘が行われるようになったのは、1970年代頃からである。露天掘りの採掘場は地下60 m ほどのところに約1km2（正確には1 km x 0.7 km）広がっている。

メッセルの堆積物が形成されたのは始新世にあたる5000万年前のことで、当時のヨーロッパ大陸は今よりも10°南にあった。このため、気候も生態系も現在とはずいぶん違っており、一連の大きな湖の周囲に鬱蒼とした亜熱帯林が繁り、信じられないほどの生物多様性が育まれていた。メッセルの湖底はおそらく流入してくる大小の川の中心点にあたっていた。 

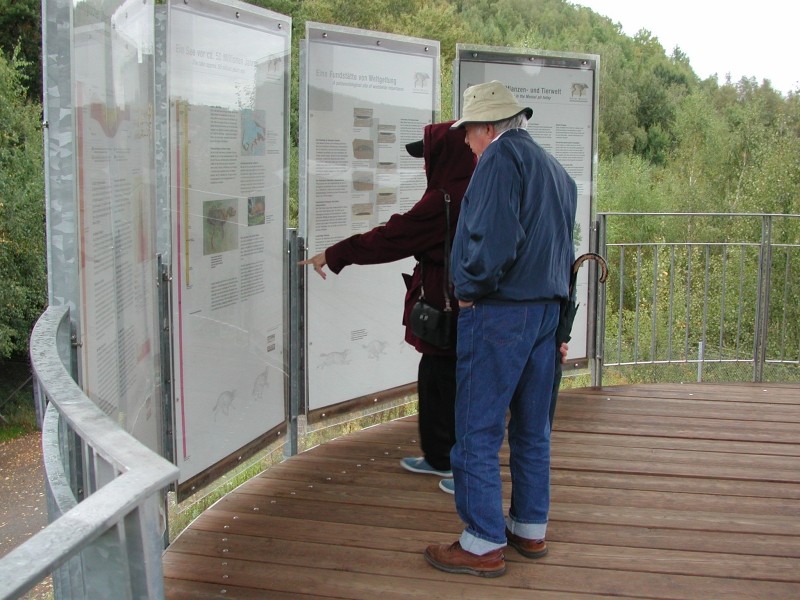
説明パネル

一帯の主な岩石である油母頁岩は、泥と枯れた植物が湖底に無酸素状態でゆっくりと堆積してできたものである。それが地下130mにまで広がり、その上に砂岩の層が載っている。化石が頁岩の中に非常に美しく保存状態も良好な形で閉じ込められたのは、この湖に独特な堆積上の特質による。湖の上層には多様な生物が確かに生息していたが、湖底は流れによる攪拌がほとんどなかったために無酸素状態となっていたのである。これによって、湖底の泥に埋もれて暮らす生物種はこのニッチに生息することができず、生物攪拌（bioturbation）が最小限に保たれたのである。また、季節変動で生じる湖水の層の入れ替わりは、水面近くの酸素含有量を下げ、水棲生物の季節的な「絶滅」を引き起こした。このことは、1年間に1mmという相対的に緩慢な堆積速度と相俟って、動物相と植物相の保存にとって最上級の環境を用意することになったのである。

## 火山ガスの放出
メッセル採掘場周辺の地域は、始新世には地質学的にも構造学的にも活発だったと考えられている。主導的な科学者たちは、1986年にアフリカのニオス湖で起こったガス噴出のような現象が、非水棲生物種の大規模な堆積を説明しうると考えている。定期的な湖水の層の入れ替わりが、高い濃度の二酸化炭素や硫化水素のような有毒な気体を湖や隣接する生態系に解き放ち、それに敏感な生物を殺したのかもしれない。こうしたガスが放出されている一時期に湖面近くを飛んでいた鳥類やコウモリたちは墜落しただろうし、湖岸近くの陸棲生物たちも被害を受けたと考えうるのである。

## 化石

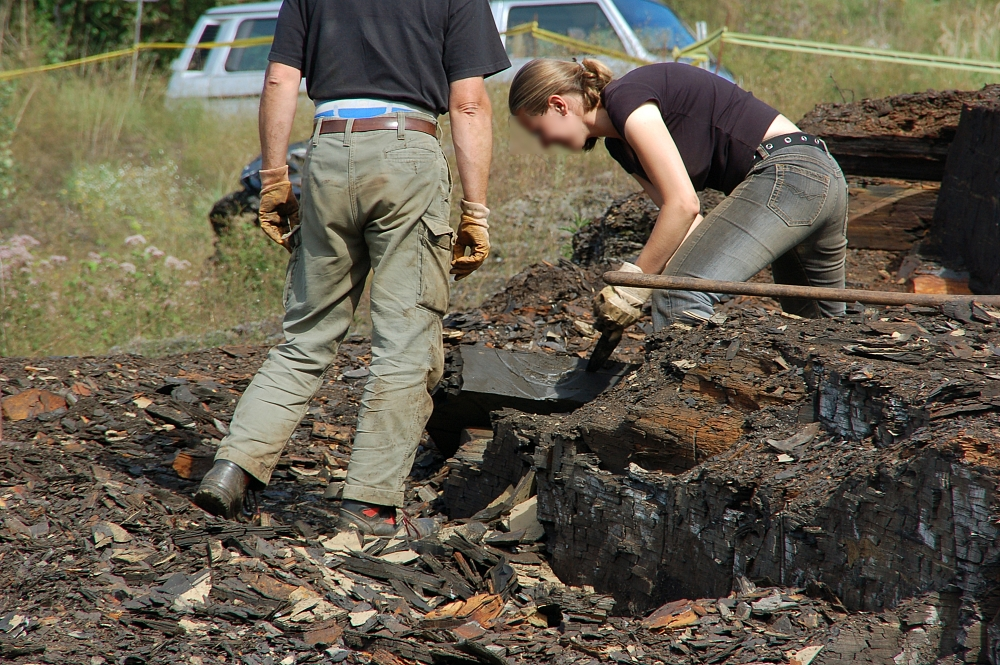
発掘作業

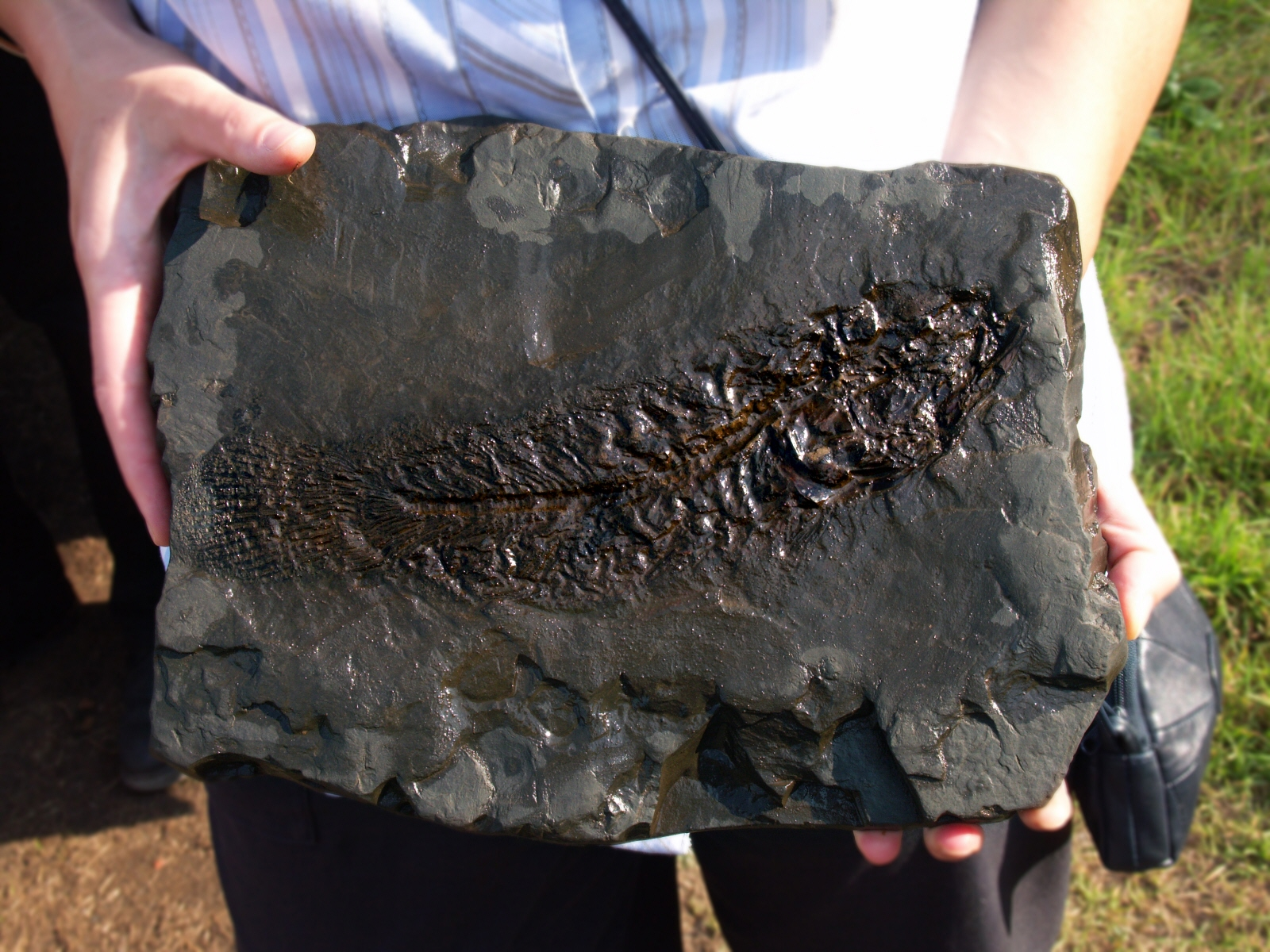
メッセルで発見された化石

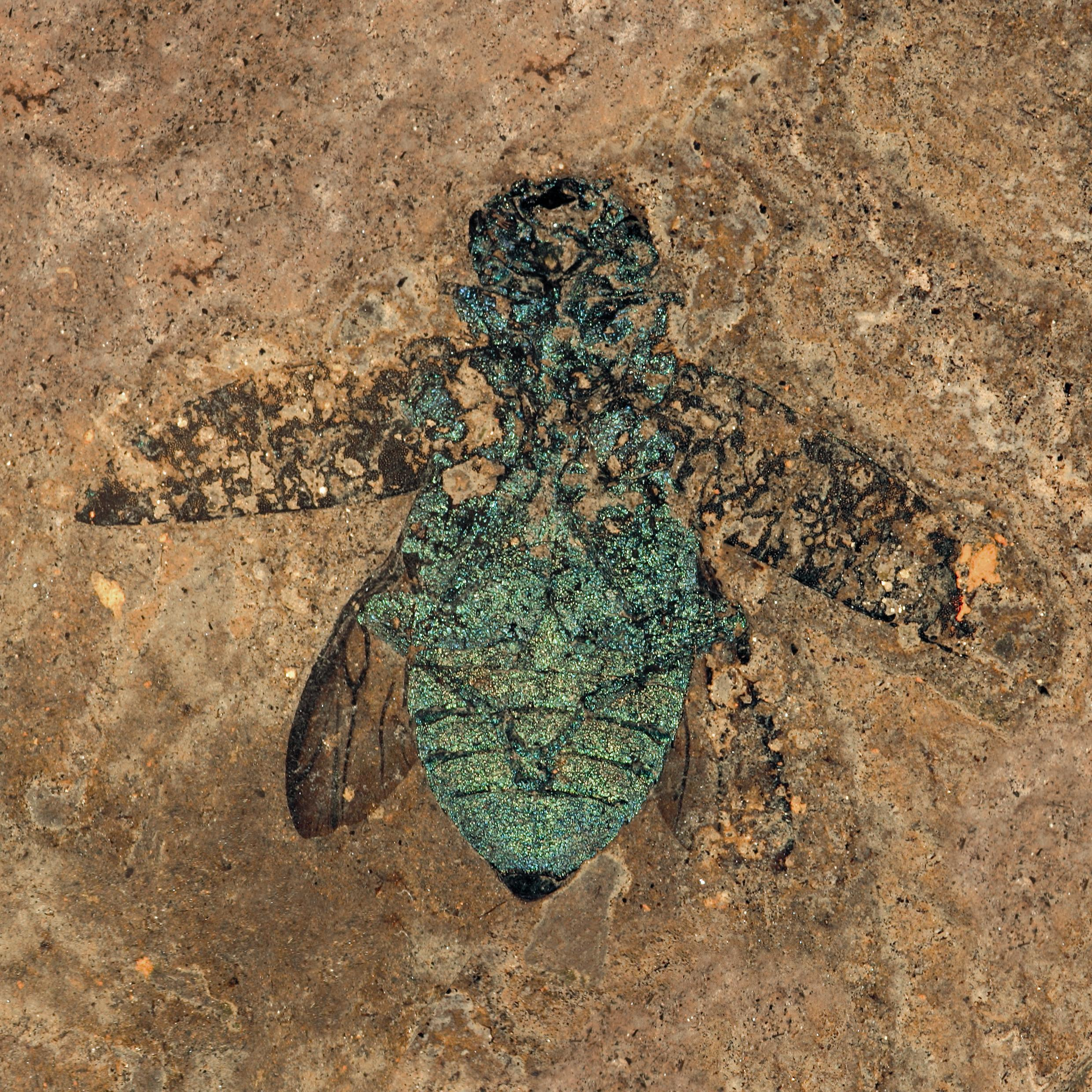
色が残っている化石

メッセル採掘場はこれまでに発見された始新世の植物相・動物相の痕跡の中で最も良好な保存状態を示しており、多数の完全な骨格、種によっては羽毛や皮膚の痕跡も発見されている。メッセルで見つかった化石の一部を簡略にまとめると以下の通りである。
- 様々な魚類の化石10000点以上
- 水棲や陸棲の昆虫の化石数千点。中にはくっきりと色が残っているものもある。
- 小型のウマ、大型のネズミ、霊長類、オポッサムやアルマジロの仲間、ツチブタの仲間、コウモリなどを含む小型哺乳類
- 特に捕食性の鳥などの多くの鳥類
- ワニ、カエル、カメ、サンショウウオなどの爬虫類や両生類
- 椰子の葉、果実、花粉、樹木、クルミ、ブドウの蔓などのはっきりとした植物の残骸31点以上

### 哺乳類
- Kopidodon, 樹の上で暮らしていた絶滅哺乳類
- レプティクティディウム, 雑食性で跳躍して移動する絶滅哺乳類
- Propalaeotherium, ウマの原始的な仲間
- Ailuravus, 齧歯目
- Peradectes, 有袋類
- パレオキロプテリクス , コウモリ。
- Lesmesodon, 小型の肉歯類
- エオマニス , 原始的なセンザンコウ
- Eurotamandua,アリクイに似た鱗のないセンザンコウ
- Europolemur, 霊長類
- Paroodectes, 原始的な肉食哺乳類
- Pholidocercus, 原始的なハリネズミ
- Messelobunodon, 原始的な偶蹄目
- Godinotia, キツネザルに似た原始的なサル

### 鳥類
- Palaeotis, 原始的なダチョウ
- Strigogyps sapea
- Messelornis, ジャノメドリの仲間
- Masillastega, 淡水に棲むカツオドリ
- Messelasturidae, フクロウとタカを混ぜ合わせたような謎めいた肉食性の鳥
- Masillaraptor, 原始的なハヤブサ
- Parargornis, ハチドリの先祖の近縁種
- Messelirrisor, ヤツガシラに似た小型の鳥
- Selmes, ずんぐりした爪先を持つネズミドリの仲間。名前はMesselのアナグラム。
- ガストルニス（ディアトリマは本属のジュニアシノニム）, 飛べない大型の鳥

### 爬虫類
- Asiatosuchus, 巨大なクロコダイル
- Allognathosuchus, 貝食性クロコダイル
- ディプロキノドン , アリゲーター
- Palaeopython, ヘビ
- カメ

### 魚類
- アミア
- スズキ
- ガー
- ウナギ

### 昆虫
- メッセル・ジャイアント・アント, 巨大なアリ（Formicium）
- タマムシ
- クワガタムシ
- ハネカクシ

## 世界遺産
メッセル採掘場は、風化しやすい岩質のため、化石の発掘は余り熱心に行われてこなかった（現在では発見された化石を樹脂で固めて保存することが行われている）。1971年に油母頁岩の採掘場が廃止されたときには、跡地を産業廃棄物の投棄場とする計画が持ち上がった。
専門家や市民が反対運動を根強く行った結果、州政府は計画を撤回し、一帯はゼンケンベルク自然研究協会の管理のもとでの自然保護地域となった。
1995年、世界遺産に登録された。

### 登録基準
この世界遺産は世界遺産登録基準のうち、以下の条件を満たし、登録された（以下の基準は世界遺産センター公表の登録基準からの翻訳、引用である）。
- (8) 地球の歴史上の主要な段階を示す顕著な見本であるもの。これには生物の記録、地形の発達における重要な地学的進行過程、重要な地形的特性、自然地理的特性などが含まれる。

## 行き方
メッセルから産出した化石は、メッセルの博物館、ダルムシュタットにあるヘッセン州の博物館（メッセルから5km）、フランクフルトのゼンケンベルク博物館（メッセルから約30km）に陳列されている。予約をしていない観光客も、採掘場近くの駐車場に車を停めることができ、そこから徒歩で、採掘場を一望できる展望台に行ける。ただし、採掘場内に入ることは、特別に企画されたツアーの一環としてしか、認められていない